# Kud Wafter
Kud Wafter (クドわふたー Kudo Wafutā) là một visual novel dành cho người trên 18 tuổi do Key phát triển và phát hành vào ngày 25 tháng 6 năm 2010 trên hệ máy tính cá nhân (PC) dưới dạng DVD. Đây là trò chơi thứ tám trong lịch sử phát hành của Key. Cách chơi của Kud Wafter theo lối tuyến tính, tuy chỉ đi theo cốt truyện định sẵn nhưng người chơi có thể tương tác để tạo ra các kết thúc khác nhau. Cốt truyện, giống như tên gọi của tác phẩm này, tập trung vào Noumi Kudryavka, hay gọi tắt là "Kud" (クド Kudo), và xoay quanh cuộc sống của Naoe Riki, một nam sinh trung học và là bạn thân của Kudryavka; họ bắt đầu gặp nhau thường xuyên và phát sinh một mối quan hệ lãng mạn.
Kud Wafter là spin-off của trò chơi dành cho người lớn trước đó của Key là Little Busters! Ecstasy, bản thân nó cũng chính là phiên bản mở rộng của bản gốc Little Busters! vốn dành cho mọi lứa tuổi. Kudryavka là một trong những nhân vật nữ chính cả trong Little Busters! lẫn Ecstasy. Kud Wafter là phần kịch bản mở rộng của nhân vật Kudryavka sau các sự kiện trong Ecstasy và được viết bởi Shirokiri Chika. Na-Ga tiếp tục giữ vai trò đồng chỉ đạo nghệ thuật với Hinoue Itaru. Một chuyển thể manga minh họa bởi Bakutendō bắt đầu được đăng trên tạp chí Dengeki G's Magazine của ASCII Media Works từ số ra tháng 5 năm 2010. Phiên bản giới hạn của Kud Wafter đứng đầu bảng xếp hạng doanh số các PC game thu được trên toàn quốc ở Nhật Bản vào tháng 6 năm 2010.

## Cách chơi

Một đoạn hội thoại thường gặp giữa người chơi và nhân vật Kudryavka trong visual novel Kud Wafter.

Kud Wafter chỉ đòi hỏi người chơi tương tác ở một vài đoạn, phần lớn thời gian còn lại là đọc những dòng chữ xuất hiện trên màn hình, thường mô tả đoạn đối thoại giữa các nhân vật khác nhau xen lẫn suy nghĩ nội tâm của nhân vật chính. Sau khi nắm bắt được tình huống thông qua những dòng chữ, người chơi sẽ nhìn thấy một "điểm quyết định" và có từ 2-3 sự lựa chọn được đưa ra. Các "điểm quyết định" này thường thay đổi và xuất hiện không đều đặn, có thể cách nhau ít phút hoặc lâu hơn. Trò chơi sẽ tự động tạm dừng khi người chơi nhìn thấy những điểm này, chờ cho đến khi người chơi đưa ra quyết định, sau đó cốt truyện sẽ tiến triển theo một hướng nhất định. Người chơi sẽ phải chơi lại nhiều lần, mỗi lần lại chọn những hướng khác nhau để đạt được những kết thúc tương ứng, từ đó mới nắm bắt được nội dung của toàn bộ visual novel. Theo mạch trò chơi, người chơi sẽ dần dần mở được các hình ảnh hentai thể hiện cảnh Riki và Kudryavka cùng quan hệ tình dục.

## Cốt truyện và nhân vật
Cốt truyện của Kud Wafter chủ yếu xoay quanh cuộc sống của Naoe Riki (直枝 理樹 Lồng tiếng bởi: Tamiyasu Tomoe (chỉ phần lời bạt)) - nhân vật nam chính của Little Busters! và Little Busters! Ecstasy - và Noumi Kudryavka (能美 クドリャフカ Lồng tiếng bởi: Suzuta Miyako) - một trong các nhân vật nữ chính của trò chơi, giống như tên của tác phẩm là Kud Wafter. Kudryavka có phần kịch bản mở rộng ra hơn so với những gì đã thể hiện trong Ecstasy, mà bản thân nó cũng chính là một trong những cốt truyện chủ đề trong Little Busters! được nâng cấp lên. Trong các sự kiện của Little Busters!, Riki và Kudryavka đã tiến đến một mối quan hệ lãng mạn (tương tự như trong kịch bản của các nhân vật nữ chính khác), và Kud Wafter diễn ra lúc kì nghỉ hè đã bắt đầu và sau khi chuyến dã ngoại trong Little Busters! kết thúc yên bình. Các thành viên khác của Little Busters đã trở về nhà để nghỉ ngơi, để lại Riki và Kudryavka trải qua mùa hè của riêng họ trong ký túc xá ở trường. Tuy nhiên, khu ký túc xá nam đang phải xây mới lại do có vấn đề với hệ thống ống nước, khiến Riki phải lang thanh không nhà cửa. Vì Kudryavka không có bạn cùng phòng, cô đã đề nghị Riki tạm sống chung với mình cho đến khi ký túc xá nam đã hoàn tất việc tu sửa, và Riki chấp nhận. Riki và Kudryavka cố gắng tránh để mọi người trong ký túc xá phát hiện ra họ do quy định không cho phép nam và nữ cùng sống trong một phòng.

Từ trái sang: Ui, A-chan, Riki, Yuuki, Kanata / (hàng dưới): Kudryavka và Shiina - các nhân vật chính của visual novel.

Một cô gái khác cũng sống trong ký túc xá là Himuro Yuuki (氷室 憂希 Lồng tiếng bởi: Okukawa Kumiko), Kudryavka quen biết và từng là bạn cùng phòng với cô một thời gian khi còn ở Nga, quê hương của Kudryavka; Yuuki mang trong người một nửa dòng máu Nhật Bản, một phần tư người Đức và một phần tư người Nga. Cô là hội trưởng câu lạc bộ khoa học ở trường và đã tham gia vào một chương trình giao lưu văn hóa. Mỗi ngày, Yuuki yêu thích nghiên cứu nhiều dự án và thí nghiệm kỳ lạ khác nhau và có thể được mô tả như là một thiên tài logic. Quản lý ký túc xá nữ là Futaki Kanata (二木 佳奈多 Lồng tiếng bởi: Suzuki Keiko), một trong số những nhân vật chính cùng với Kudryavka và Riki trong Little Busters! Ecstasy. Kanata là bạn tốt của Kudryavka, cô cũng tạo ra một số tác động đối với mối quan hệ giữa Kudryavka và Riki. Kanata là người kế nhiệm vị trí quản lý ký túc xá của một nữ sinh năm thứ ba gọi là "A-chan" (あーちゃん Lồng tiếng bởi: Rita). Từ khi A-chan từ chức, các quy định ở ký túc xá phần nào thoải mái hơn, nhưng cô vẫn còn là trợ lý của Kanata. A-chan là hội trưởng câu lạc bộ kinh tế gia đình, tổ chức mà Kudryavka đang là thành viên, cô thích những thứ thú vị và kì lạ.
Một bé gái có tên Arizuki Shiina (有月 椎菜 Lồng tiếng bởi: Ayase Nana) luôn muốn giành chiến thắng trong cuộc thi phóng tên lửa nước và trở thành bạn của Kudryavka và Riki trong lúc đang tìm kiếm một vỏ chai nhựa thích hợp làm thân tàu. Shiina là một cô bé luôn vui vẻ, hoạt boát và chơi đùa không biết mệt, cô thậm chí không có một chút e dè nào khi nói chuyện với người lạ. Shiina nuôi một con chó thuộc giống Wales Corgi tên là Ōsumi, cô xem nó như thú cưng của mình. Mơ ước của cô là trở thành một phi hành gia, nhưng gia đình Shiina lại phản đối chuyện này. Mẹ cô là một tác giả sách hình và cô còn có một chị gái, Arizuki Ui (有月 初 Lồng tiếng bởi: Asari), nữ sinh năm hai trung học và cũng sống trong ký túc xá, mặc dù nhà của cô khá gần trường. Ui là hiện thân của những người mất lòng tin vào việc đạt được ước mơ. Cô tiết kiệm hết mức số tiền mẹ đưa và làm việc bán thời gian tại một nhà hàng gia đình. Ui đã từng chơi lacrosse, nhưng đã phải giải nghệ vì chấn thương.

## Phát triển và phát hành
Sau khi phát hành Little Busters! Ecstasy và dựa vào những thành công của nó, Key quyết định sản xuất một spin-off của trò chơi này, tập trung vào nhân vật nữ chính Noumi Kudryavka. Kế hoạch phát triển dự án đứng đầu bởi Kai, đã trở lại Key sau khi ông đóng góp vào phần kịch bản của siêu phẩm CLANNAD phát hành năm 2004. Shirokiri Chika trở về sau khi kết thúc công việc của mình đối với Little Busters!, trong đó ông đã viết kịch bản cho Kudryavka. Hai nghệ sĩ Na-Ga và Hinoue Itaru đảm nhiệm vai trò chỉ đạo nghệ thuật và thiết kế nhân vật, cả hai đều đã từng làm việc trong Little Busters! và Ecstasy. Shimizu Jun'ichi, một nhân viên mới gia nhập Key kể từ tác phẩm này, đã soạn nhạc cho trò chơi dưới sự giám sát của Maeda Jun.
Kud Wafter đã ra mắt tại Nhật Bản vào ngày 25 tháng 6 năm 2010 dưới dạng phiên bản giới hạn, chỉ chơi được trên máy tính cá nhân (PC) sử dụng hệ điều hành Microsoft Windows có ổ DVD. Nó còn đính kèm thêm soundtrack gốc của visual novel và bản demo game của trò chơi thứ chín của Key: Rewrite, như một phần khuyến mại. Baba Takahiro, giám đốc Visual Art's (công ty mẹ của Key), hãng phát hành Kud Wafter, đã công bố vào tháng 4 năm 2010 thông qua tài khoản Twitter, rằng 100.000 bản của Kud Wafter sẽ được sản xuất cho phiên bản ban đầu của nó. Để quảng cáo cho trò chơi, Good Smile Racing đã sửa chữa Honda Fit 2003 của Orito Shinji và biến nó thành một chiếc Itasha (một loại xe hơi có sơn hình theo chủ đề nhân vật anime ở hầu như mọi bộ phận) với hình ảnh của Kudryavka. Chiếc xe này đã được lái một vòng và trình diễn khắp Nhật Bản từ ngày 19 tháng 4 đến 26 tháng 6 năm 2010. Chiếc xe đã được đưa vào bán đấu giá trên trang web Yahoo! Nhật Bản vào ngày 25 tháng 6 năm 2010 với mức giá khởi điểm là 1¥, kết quả nó bán được với giá chót là 1.699.000¥ (khoảng 430.050.290₫).

## Phương tiện truyền thông

### Manga và sách xuất bản
Một manga mang tựa đề Kud Wafter (クドわふたー Kudo Wafutā) minh họa bởi mangaka Bakutendō bắt đầu đăng từ số ra tháng 5 năm 2010 trên tạp chí Dengeki G's Magazine của ASCII Media Works. Tập tankōbon đầu tiên của manga đã phát hành vào ngày 26 tháng 2 năm 2011. Hai tập của tuyển tập truyện tranh Kud Wafter Comic Anthology (クドわふたーコミックアンソロジー) đã được phát hành bởi Ichijinsha mang nhãn hiệu DNA Media Comics vào tháng 8 năm 2010 và tháng 10 năm 2010. Một tuyển tập manga khác theo phong cách 4 hình một trang có tựa Kud Wafter 4-koma Maximum (クドわふたー4コマMAXIMUM) do Wedge Holdings xuất bản đã ra mắt ngày 30 tháng 9 năm 2010. Harvest đã xuất bản Kud Wafter Anthology Comic (クドわふたー あんそろじーこみっく) chỉ gồm một tập vào ngày 30 tháng 11 năm 2010. Taibundo cho ra mắt một tập của tuyển tập manga Kud Wafter thông qua thương hiệu Earth Star Comics của họ vào tháng 12 năm 2010. Paradigm cũng phát hành tuyển tập tiểu thuyết Kud Wafter Anthology: It's Kud Wafter! (クドわふたーアンソロジー クドわふたーダー!) vào ngày 30 tháng 9 năm 2010. Harvest còn xuất bản bộ tiểu thuyết Kud Wafter Anthology Novel (クドわふたー あんそろじ~のべる) dưới dạng bìa mềm Nagomi trong tháng 11 năm 2010. ASCII Media Works đã phát hành một artbook nhan đề White Fairy: Noumi Kudryavka Photo Album (White Fairy―能美クドリャフカ写真集) vào ngày 10 tháng 3 năm 2011.

#### Các tập sách
Dưới đây là danh sách các tập manga và sách Kud Wafter xuất bản tại Nhật:
| Kud Wafter của Bakutendō - Tập 1: ISBN 978-404870-331-4, 26 tháng 2 năm 2011 Kud Wafter Anthology: It's Kud Wafter! - ISBN 978-4-89490-654-9, 30 tháng 9 năm 2010 Kud Wafter Anthology Novel - ISBN 978-4-43414-847-7, 5 tháng 11 năm 2010 Kud Wafter Anthology Comic - ISBN 978-443415-074-6, 30 tháng 11 năm 2010 | Kud Wafter Comic Anthology - Tập 1: ISBN 978-4-75800-589-0, 25 tháng 8 năm 2010 - Tập 2: ISBN 978-4-75800-594-4, 25 tháng 10 năm 2010 Kud Wafter bởi Taibundo - ISBN 978-4-80300-220-1, 25 tháng 12 năm 2010 Kud Wafter 4-koma Maximum - ISBN 978-490429-345-4, 30 tháng 9 năm 2010 White Fairy: Noumi Kudryavka Photo Album - ISBN 978-4-04-870213-3, 10 tháng 3 năm 2011 |

### Âm nhạc
Visual novel Kud Wafter có hai bài hát chủ đề chính: ca khúc mở đầu mang tên "One's Future" được thực hiện bởi Suzuta Miyako, nữ diễn viên lồng tiếng cho Kudryavka, và ca khúc kết thúc là "Hoshikuzu" (星屑 Stardust) trình bày bởi Shimotsuki Haruka. Một bài hát chèn thêm mang tên "Hoshimoriuta" (星守歌), với giọng ca của Suzuta, cũng là ca khúc chủ đề cuối cùng của trò chơi. Một đĩa đơn của "One's Future" đã phát hành vào ngày 23 tháng 4 năm 2010 tại Nhật Bản bởi Key Sounds Label, hãng thu âm của Key, mang mã số lô hàng KSLA-0056. Đĩa đơn này còn chứa ba phiên bản khác của "One's Future": một bản remix phụ đề "Let's Go Kud! ver.", một bản phối khí bình thường và một bản phối khí điệp khúc. Track nhạc nền "Adagio for Summer Wind" cũng nằm trong đĩa đơn. Soundtrack gốc của Kud Wafter ra mắt ngày 25 tháng 6 năm 2010, đính kèm với phiên bản đầu tiên của visual novel, mang mã số lô hàng KSLA-0057. Soundtrack chứa 24 bài nhạc, gồm: 20 track nhạc nền, một phiên bản a cappella của "Hoshimoriuta", một bản remix "One's Future" mang phụ đề "Rock Band Mix" và các phiên bản gốc của "Hoshikuzu" và "Hoshimoriuta". Một album hòa tấu chứa 10 ca khúc remix trong trò chơi có tên Albina ~Assorted Kudwaf Songs~ đã được bán tại Comiket 79 vào ngày 29 tháng 12 năm 2010, mang mã số lô hàng KSLA-0066.

## Đón nhận
Từ giữa tháng 5 đến giữa tháng 6 năm 2010, Kud Wafter đứng đầu bảng xếp hạng doanh số các PC game đặt hàng trước trên toàn quốc tại Nhật Bản. Phiên bản giới hạn của Kud Wafter chiếm vị trí số một trên bảng xếp hạng doanh số các trò chơi máy tính thu được trên toàn quốc ở Nhật Bản vào tháng 6 năm 2010. Ngoài ra, trò chơi còn được ghi nhận là bán thành công nhiều hơn bất kì mọi PC game tại Nhật Bản trong nửa đầu năm 2010. Tại một số cửa hàng của Akihabara, Kud Wafter đã được bán vào lúc nửa đêm trong ngày đầu tiên ra mắt, cần lưu ý rằng điều này rất không thường xảy ra đối với các trò chơi được bán ở Akihabara.